# Polskie Towarzystwo Nefrologiczne
Polskie Towarzystwo Nefrologiczne (PTN) – lekarskie stowarzyszenie naukowe z siedzibą w Warszawie, założone w roku 1983, zrzeszające lekarzy i pracowników naukowych specjalizujących się w zakresie chorób nerek, dializoterapii i transplantologii klinicznej.

## Historia
Polskie Towarzystwo Nefrologiczne zostało utworzone podczas Kongresu Założycielskiego, który odbył się we wrześniu 1983 w Bydgoszczy w odpowiedzi na rosnącą liczbę lekarzy specjalistów w zakresie nefrologii i intensywnym rozwojem badań naukowych nad chorobami nerek i układu moczowego. Rejestracji PTN dokonano w Sądzie Okręgowym w Łodzi, gdzie Towarzystwo miało swoją pierwszą siedzibę. Wcześniej, do 1983 roku, istniały dwie organizacje zrzeszające lekarzy i naukowców zajmujących się chorobami nerek – Komitet Nefrologiczny Polskiej Akademii Nauk, któremu przewodniczył prof. Tadeusz Orłowski (Warszawa) i Sekcja Nefrologiczna Towarzystwa Internistów Polskich (TIP) kierowana przez prof. Kazimierza Trznadla (Łódź).
Głównym inicjatorem utworzenia PTN był prof. Franciszek Kokot, który działał w międzynarodowych towarzystwach naukowych, m.in. w Europejskim Towarzystwie Dializoterapii i Transplantologii (European Dialysis and Transplantation Association). Ostatnia konferencja Sekcji Nefrologicznej TIP stała się Kongresem Założycielskim PTN. Podczas Kongresu ustanowiono Statut oraz wybrano pierwszy Zarząd Towarzystwa. Pierwszym Prezesem PTN został prof. Tadeusz Orłowski .

## Cele statutowe
Towarzystwo reprezentuje środowisko nefrologów; m.in. propaguje zdobycze nauki w dziedzinie nefrologii, dializoterapii i transplantacji nerek, a także współorganizuje ochronę zdrowia. Celem PTN jest też inspirowanie członków Towarzystwa do stałego podnoszenia kwalifikacji zawodowych, a także inicjowanie i wspieranie badań naukowych w dziedzinie nefrologii, dializoterapii i transplantacji nerek oraz krajowej i międzynarodowej wymiany naukowej. PTN zajmuje się również upowszechnianiem wiedzy o postępach nefrologii, dializoterapii i transplantacji nerek wśród lekarzy i pracowników ochrony zdrowia innych specjalności.

## Członkowie PTN
W działalności oddziałów i sekcji PTN bierze udział ok. 1100 członków zwyczajnych, członkowie honorowi (27 polskich i 48 zagranicznych członków honorowych [dane na rok 2018]) oraz członkowie wspierający. Członkiem zwyczajnym Towarzystwa może być lekarz lub pracownik naukowy innej specjalności specjalizujący się w dziedzinie nefrologii. Członkowie zwyczajni posiadają czynne i bierne prawo wyborcze.
Członkostwo honorowe PTN nadaje na wniosek Zarządu Głównego Walne Zgromadzenie osobom szczególnie zasłużonym dla nefrologii lub Towarzystwa. Towarzystwo ma prawo nadawać tytuł „Zasłużony dla polskiej nefrologii”. Tytuł ten może być nadany przez Zarząd Główny na Wniosek Zarządu Oddziału PTN.

## Klub Młodych Nefrologów
Klub Młodych Nefrologów (KMN) Polskiego Towarzystwa Nefrologicznego (PTN) powstał w 2014 roku. Celem KMN jest zacieśnianie współpracy z ERA-EDTA Young Nephrologists’ Platform oraz dbanie o jakość kształcenia podyplomowego w dziedzinie nefrologii.

## Struktura organizacyjna
Najwyższą władzą Towarzystwa jest Walne Zgromadzenie Członków Towarzystwa zwoływane przez Zarząd Główny z inicjatywy własnej nie rzadziej niż raz na trzy lata.
W skład Zarządu Głównego wchodzą:
- Prezes, Wiceprezes oraz 5 Członków Zarządu wybierani na 3-letnią kadencję przez Walne Zgromadzenie Członków Towarzystwa
- Past-Prezes
- Skarbnik i Sekretarz
- Konsultant Krajowy w dziedzinie Nefrologii
- Redaktor Naczelny czasopisma Nefrologia i Dializoterapia Polska
- Redaktor Naczelny czasopisma Forum Nefrologiczne.

Kontrolę działalności Towarzystwa, przede wszystkim pod względem finansowo-gospodarczym przeprowadza co najmniej raz w roku Główna Komisja Rewizyjna.

## Oddziały regionalne PTN
W ramach PTN działa (2020) 8 oddziałów regionalnych:
- Oddział Dolnośląski
- Oddział Gdańsko-Pomorski
- Oddział Małopolski
- Oddział Wielkopolski
- Oddział Północno-Wschodni
- Oddział Południowo-Wschodni
- Oddział Śląski
- Oddział Warszawsko-Łódzki

## Kongresy i konferencje PTN
Kongresy PTN organizowane są raz na trzy lata. Dotychczas odbyły się:

I Kongres – Bydgoszcz (1983)
II Kongres – Kraków (1986)
III Kongres – Gdańsk (1989)
IV Kongres – Katowice (1992)
V Kongres – Lublin (1995)
VI Kongres – Poznań (1998)
VII Kongres – Kraków (2001)
VIII Kongres – Białystok (2004)
IX Kongres – Wisła (2007)
X Kongres – Bydgoszcz (2010)
XI Kongres – Wrocław (2013)
XII Kongres – Łódź (2016)
XIII Konkres – Poznań (2019)
W latach pomiędzy kongresami corocznie organizowane są konferencje naukowo-szkoleniowe PTN. Spotkania oddziałów regionalnych organizowane są 2–3 razy w roku.
Oprócz Kongresów i Konferencji pod auspicjami PTN organizowane są liczne inne spotkania naukowe i szkoleniowe, m.in.: Krakowskie Dni Dializoterapii im. Prof. Olgierda Smoleńskiego, Katowickie Seminaria “Postępy w nefrologii i nadciśnieniu tętniczym”, Post-ASN Meeting – Gdańskie Repetytorium Nefrologiczne, Polsko-Niemiecko-Czeskie Sympozjum „Modern Aspects of Nephrology and Hypertension”, konferencje “Nefrokardiologia” i “Top Nephrological Trends”.

## Czasopisma
Pod patronatem PTN wydawane są dwa kwartalniki medyczne:
●    Nefrologia i Dializoterapia Polska – ukazuje się od 1997 roku, czasopismo wydawane jest przez Wydawnictwo Przegląd Lekarski. Publikowane są w nim artykuły oryginalne, poglądowe, opisy przypadków oraz sprawozdania ze zjazdów i kongresów naukowych. Redaktorem Naczelnym jest Prof. Władysław Sułowicz.
●    Forum Nefrologiczne – ukazuje się od 2008 roku, czasopismo wydawane jest przez wydawnictwo Via Medica. Publikowane są w nim głównie prace przeglądowe, rekomendacje i zalecenia. Redaktorem Naczelnym jest Prof. Bolesław Rutkowski.

## Współpraca międzynarodowa
- International Society of Nephrology
- European Renal Association – European Dialysis and Transplant Association